# Cantorchilus modestus
Cantorchilus modestus là một loài chim trong họ Troglodytidae.